# Harbin SH-5
Die Harbin SH-5 ist ein viermotoriges amphibisches Langstrecken-Seepatrouillenflugboot der chinesischen Marineflieger. Der Typ dient der Ortung und Bekämpfung von Über- und Unterwasserseezielen, dem Legen von Minen, dem Such- und Rettungsdienst sowie dem Frachttransport. Da die Leistungen des Entwurfs nur unbefriedigend ausfielen, endete die Produktion nach bereits vier Serienmaschinen. Eine Ausführung als Löschflugzeug wurde erprobt.

## Geschichte
Bereits Anfang 1968 wurde ein Nachfolger für die bei den Marinefliegern eingesetzten Berijew Be-6 – ein Entwurf aus den 1940er-Jahren – gefordert. Die Ausschreibung ging an das Flugzeugwerk Harbin, dessen Entwurf Schuischang Hongzhaji 5 oder SH-5 bereits im Dezember 1968 durch die Behörden genehmigt wurden. Der Detailentwurf war bis zum Februar 1970 (nach anderen Quellen bis Juni 1969) abgeschlossen. Im Oktober 1970 wurde die Fertigung eines ersten statischen Prototyps 01 begonnen, der im Oktober 1971 fertiggestellt wurde. Bei der Konstruktion kamen für den chinesischen Flugzeugbau neue Fertigungstechniken wie das chemische Fräsen von Integralträgern, versenkte und abgedichtete Niete sowie das Punktschweißen zum Einsatz. Die strukturellen Belastungstest begannen aber aus unbekannten Gründen erst ab August 1974. Gleichzeitig befand sich bereits der erste fliegende Prototyp 02 in der Fertigung, der im Dezember 1973 fertiggestellt wurde.
Die Verlegung zum Flugtestgelände erfolgte erst bis Oktober 1974, dort fanden zunächst Test zu Wasser statt. Der erste 23-minütige Flug fand erst am 3. April 1976 statt. Nach weiterer Entwicklungs- und Erprobungszeit, die sich typisch für diese Zeit in der chinesischen Luftfahrt, sehr in die Länge zogen, wurde mit dem Bau von vier Serienmaschinen begonnen, auf einen geplanten weiteren Prototyp wurden verzichtet. Die Serienmaschinen mit den Nummern 9113, 9123, 9133 und 9143 waren bis November 1984 fertiggestellt; die Erprobung lief noch bis 1985. Die Leistungen des Typs befriedigten nur unzureichend, weitere Flugzeuge wurden daher nicht gebaut. Die Serienmaschinen gingen im September 1986 beim 3. unabhängigen Regiment auf der Marinebasis Qingdao in Dienst. Neben den mangelnden Leistungen kam es nicht zur ursprünglich geplanten Bewaffnung mit Anti-Schiff-Raketen. Dies und die mangelnden Antriebsleistungen machten nur Einsätze in Form von Überwachungsflügen in niedriger und mittlerer Höhe möglich, für die ursprünglich vorgesehenen Langstrecken-Antischiffseinsätze oder schnelle Überführungen blieb der Typ ungeeignet.
Mindestens eine Maschine wurde zu einem Feuerlöschflugzeug mit einer Kapazität von sechs Tonnen Löschwasser umgerüstet.

## Technische Daten
| Kenngröße                  | Daten                                                        |
| -------------------------- | ------------------------------------------------------------ |
| Besatzung                  |                                                              |
| Länge                      | 39,9 m                                                       |
| Spannweite                 | 36 m                                                         |
| Höhe                       | 9,79 m                                                       |
| Flügelfläche               | 144 m²                                                       |
| Flügelstreckung            | 9                                                            |
| Leermasse                  | 26.500 kg                                                    |
| max. Startmasse            | 45.000 kg                                                    |
| Patrouillengeschwindigkeit | 230 km/h                                                     |
| Höchstgeschwindigkeit      | 555 km/h                                                     |
| Dienstgipfelhöhe           | 7000 m                                                       |
| Reichweite                 | 4570 km                                                      |
| Triebwerke                 | vier Propellerturbinen Dongan WJ-5A mit je 2318 kW (3150 PS) |
| Bewaffnung                 | Gesamtwaffenlast 6000 kg                                     |

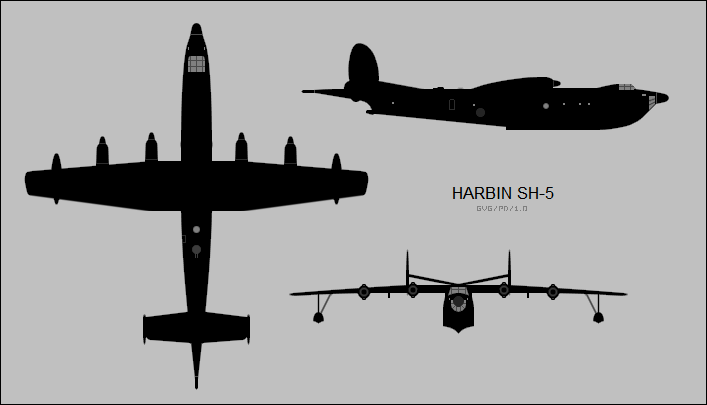
Dreiseitenriss Harbin SH-5

Der Rumpf ist nicht als Druckkabine ausgeführt. Die Tragflächen des Schulterdeckers haben eine Fläche von 144 m². Die Höchstgeschwindigkeit beträgt 555 km/h und die Patrouillengeschwindigkeit 230 km/h bei einer Dienstgipfelhöhe von 7000 m. Bei maximaler Kraftstoffzuladung beträgt die Reichweite 4570 km, dabei beträgt die Leermasse 26.500 kg und die maximale Startmasse 45.000 kg.
Sie sind mit einem Doppler-Navigationsradar vom Typ DPL-1 (Typ-773) in einer kleinen Radarnase sowie einem INS-Navigationssystem ausgestattet. Der charakteristische Hecksporn enthält einen MAD-Detektor für magnetische Anomalien.
Die Bewaffnung setzt sich aus einem Zwillingswaffenturm auf dem Rumpfrücken und vier Außenlastträgern unter den Flächen für Schiffsbekämpfungsflugkörper oder Torpedos (drei pro Pylon) zusammen. Zusätzlich können die internen Waffenschächte im Rumpfheck Wasserbomben, Minen, Bomben, Sonarbomben und Seenotrettungsausrüstung aufnehmen. Die mögliche Gesamtwaffenlast liegt bei 6000 kg.